# Kenji Nakamura
Pour les articles homonymes, voir Nakamura.
Kenji Nakamura (中村 健治, Nakamura Kenji) est un réalisateur d'anime japonais, qui travaille actuellement pour Twin Engine.
Il est principalement connu pour être le réalisateur des séries Mononoke, C - Control, Tsuritama, et Gatchaman Crowds.

## Biographie

### Jeunesse et débuts dans l'animation
Kenji Nakamura est né le 25 mars 1970 dans la préfecture de Gifu.
Après avoir obtenu son diplôme universitaire, il rejoint une petite agence de publicité. S'il aime l'animation depuis l'enfance, il ne souhaitait pas à l'époque faire partie des gens qui les fabriquaient, et préfère devenir un employé de bureau classique. Lassé par son emploi, il démissionne et s'inscrit à la Yogogi Animation Academy, à Tokyo.
À l'âge de 26 ans, il est embauché dans un petit studio d'animation, mais après trois mois comme intervalliste, il souffre de ténosynovite et ne peut plus continuer à travailler comme animateur. Il commence donc à travailler comme assistant de production à la place,.
Le studio auquel il appartient finit par accepter du travail de sous-traitance de la part de Toei Animation, et bien qu'employé comme travailleur indépendant à cette époque, il commence à être traité de plus en plus comme un employé salarié de chez Toei,. Plus tard, Toei lui propose de travailler directement comme assistant réalisateur d'épisode sur une de leurs séries, et c'est à cette période qu'il se tourne vers le travail de réalisation,. N'étant pas salarié du studio, accéder à ce statut lui était normalement impossible, mais le studio fait une exception pour lui ; toutefois, Toei n'ayant pas pour politique d'engager de nouveaux réalisateurs à cette époque, il se fait finalement embaucher par le studio Tatsunoko Production.

### Ascension comme réalisateur
En 2000, il est assistant réalisateur pour le court métrage Diablomon no Gyakushû qui fait suite à la série Digimon Adventure 02, et en produit et réalise la bande-annonce en parallèle, une pratique habituelle de Toei à l'époque pour jauger le niveau des assistants de réalisation comme porte d'entrée potentielle vers un vrai poste de réalisateur principal.
En 2000, il est approché par l'animateur et réalisateur Keiichi Sato (en) pour réaliser le générique d'ouverture de The SoulTaker (en) chez Tatsunoko Production, mais un différend avec le studio l'empêche de participer au projet, et il quitte le studio au même moment. Il songe alors à quitter le monde de l'animation, mais Mamoru Hosoda remarque son travail sur le film Digimon qu'il a réalisé, et l'invite alors à travailler comme assistant réalisateur avec lui au Studio Ghibli pour Le Château ambulant avant que la version d'Hosoda du film soit finalement annulée et le projet repris par Hayao Miyazaki.
Keiichi Sato finit par re-convaincre un Nakamura toujours sans emploi de revenir chez Tatsunoko Production,. Il est alors en charge de réalisation et du story-board du premier épisode de l'OVA Karas, réalisé par Sato, mais finit par de nouveau quitter Tatsunoko après être tenu responsable du dépassement de budget de la série, avant d'être rappelé pour le sixième épisode,. Ses projets suivants sont alors produits chez et avec Tatsunoko, même s'il ne finit par en redevenir salarié qu'en 2013 seulement.
En 2006, il fait ses débuts en tant que réalisateur de projet avec Bakeneko, l'une des trois histoires composant la série télévisée anthologique Ayakashi,. L'année suivante, il en réalise également la suite directe sous forme de série, Mononoke. Il dira plus tard s'être donné un âge limite maximal pour réaliser son premier projet, sans quoi il quitterait le milieu de l'animation ; mais il est déçu de ne réaliser qu'un segment sur trois d'Ayakashi aux côtés de réalisateurs plus expérimentés, ce qu'il ne considère pas comme un véritable poste de réalisateur de série. En conséquence, il décide de réaliser Mononoke comme un magnum opus, « dont on se souviendrait après [son] départ »,. Il finit toutefois par continuer sa carrière de réalisateur après le succès critique de Mononoke.
En 2009, il réalise la série Trapèze, qui traite de troubles mentaux et psychiques. Pour la première fois confronté à un sujet sérieux de la « vie réelle », il choisit de passer du temps à interviewer des experts du milieu pour prendre le sujet au sérieux, mais de s'appliquer sur l'aspect visuel et la mise en scène plutôt que sur le scénario.
Trapèze est un succès critique mais plutôt confidentiel, la série étant boudée pour son aspect visuel singulier. En réalisant la série C en 2011, il choisit alors une esthétique plus accessible aux consommateurs habituels d'anime, en demandant à un illustrateur de créer les personnages qui seront ensuite adaptés pour l'animation. Il poursuit en revanche son approche de recherche poussée quant aux thématiques de la série, ici le monde de l'économie de la finance. La série est encore une fois saluée pour sa gestion des thèmes abordés, mais critiqué pour son scénario et son aspect visuel inégal,,.
L'année suivante, il réalise Tsuritama, avec pour seules consignes de sa productrice de mettre en scène des jeunes garçons, et de faire une série sur « la jeunesse ».
En 2013 et 2015, il réalise Gatchaman Crowds et sa suite Gatchaman Crowds Insight, des scénarios originaux basées sur la franchise de séries de super-héros des années 1970 Gatchaman, centrés sur le rôle des nouvelles technologies dans la société moderne. Les deux saisons sont saluées par la critique,,,.

### L'aprèsGatchaman Crowds
Entre 2015 et 2024, il ne participe plus à aucune production animée, même si des rumeurs évoquent un nouveau projet en pré-production chez Tatsunoko en 2017. Il fera finalement son retour via l'entreprise de production Twin Engine, qui annonce sa participation au studio en 2018 avant de finalement annoncer trois plus tard une nouvelle série réalisée par Nakamura, Yotogi, sans date de sortie. L'année suivante, Twin Engine annonce que Nakamura va en fait réaliser une suite à Mononoke, sous la forme d'un film animé prévu pour 2023, avant d'être reporté à l'été 2024.

## Style et thèmes abordés
Nakamura gagne en popularité en réalisant la série Mononoke en 2007, spin-off tiré d'un épisode populaire de la série de 2006 Ayakashi, et devient un réalisateur emblématique et populaire des années 2000 et 2010,.
Il aborde régulièrement des thèmes du quotidien, ou liés à des conflits sociaux, en essayant de construire une vision unique à ces thèmes sociétaux via des œuvres très colorées et des interprétations iconoclastes de problèmes sociaux classiques. Malgré tout, Nakamura se considère comme un réalisateur qui ne fait qu'écouter les commandes qu'on lui donne pour ses œuvres, mais consciencieux et appliqué dans ses recherches, la production, et la mise en scène, plutôt que d'imposer lui même sa vision.
Il se dit principalement influencé dans sa jeunesse par les œuvres de Yoshiyuki Tomino et par Le Château dans le ciel d'Hayao Miyazaki, puis plus tard dans sa carrière par l'aspect « soustractif » de la réalisation de Mamoru Hosoda, qui construit et élimine de façon logique des éléments de sa structure narrative par le montage (en particulier sur le film Digimon Adventure: Bokura no War Game! qu'il découvre en travaillant sur la franchise lui-même), et l'aspect  « additif » de celle de Keiichi Sato (en), qui ajoute des éléments au récit au fil de l'eau selon son instinct au fur et à mesure qu'ils lui viennent en tête,.

## Filmographie
Sauf mention contraire explicite, les informations de cette section sont tirées des cartons de crédits des œuvres mentionnées, ou de bases de données compilant ces mêmes crédits,,.

### Séries principales
| Année | Titre                             | Rôle(s)                                                     |
| ----- | --------------------------------- | ----------------------------------------------------------- |
| 2000  | Les Enquêtes de Kindaichi         | Assistant de production, assistant de réalisation d'épisode |
| 2000  | Shinzo (Mushrambo)                | Assistant de réalisation d'épisode                          |
| 2001  | The SoulTaker (en)                | Réalisation d'épisode et de générique                       |
| 2003  | The Big O (saison 2)              | Réalisation d'épisode                                       |
| 2006  | Ayakashi: Japanese Classic Horror | Co-réalisateur, réalisation et story-board d'épisodes       |
| 2007  | Kemonozume                        | Réalisation, script et story-board d'épisode                |
| 2007  | Mononoke                          | Réalisateur, réalisation et story-board d'épisode           |
| 2008  | Hakaba Kitarō                     | Réalisation et story-board de génériques                    |
| 2009  | Trapèze                           | Réalisateur, réalisation et story-board d'épisodes          |
| 2011  | C                                 | Réalisateur, réalisation et story-board d'épisodes          |
| 2012  | Tsuritama                         | Réalisateur, réalisation et story-board d'épisodes          |
| 2013  | Gatchaman Crowds                  | Réalisateur, story-board d'épisodes                         |
| 2015  | Gatchaman Crowds Insight          | Réalisateur, réalisation et story-board d'épisodes          |
| 2017  | Infini-T Force (en)               | Superviseur                                                 |

### Films
| Année | Titre                                                        | Rôle(s)               |
| ----- | ------------------------------------------------------------ | --------------------- |
| 2000  | Digimon Adventure 02 : Diablomon no Gyakushû (court métrage) | Assistant réalisateur |
| 2024  | Mononoke                                                     | Réalisateur           |

### Autres
| Année     | Titre                                                | Type      | Rôle(s)                                       |
| --------- | ---------------------------------------------------- | --------- | --------------------------------------------- |
| 2000      | Triangle Heart 3 ~Sweet Songs Forever~ SoundStage VA | OVA       | Sous-réalisateur                              |
| 2003      | Hanjuku Hero Tai 3D (en)                             | Jeu vidéo | Réalisation de générique et des cinématiques  |
| 2005      | Hanjuku Hero 4 (en)                                  | Jeu vidéo | Réalisation de génériques et des cinématiques |
| 2005      | Iriya no sora, UFO no natsu                          | OVA       | Réalisation et story-board d'épisode          |
| 2005–2007 | Karas                                                | OVA       | Réalisation et story-board d'épisodes         |